# 5-та армія (Велика Британія)
5-та армія (Велика Британія) (англ. Fifth Army (United Kingdom)) — військове об'єднання армії Великої Британії. Брала активну участь у Першій світовій війні.

## Перша світова війна
5-та армія заснована 30 жовтня 1916 року, шляхом переформування Резервної армії, як складова частина Британських експедиційних сил, що билися у Британській армії під час Першої світової війни на території Франції.
Відразу після завершення формування армія взяла участь у битві біля Анкре, завершальній стадії великої битві на Соммі.
З 1917 року армія разом з іншими союзними військами билася в битвах біля Арраса, у третій Іпрській битві, першій битві біля Камре.
З весни 1918 року 5-та армія утримувала ділянку лінії фронту, яку раніше займала французька армія на південь від річки Сомма й з 21 березня 1918 року з початком масштабного наступу німецьких військ Людендорфа виявилась на вістрі головного удару кайзерівської армії. У ході операції «Міхаель» об'єднання було майже розгромлено, відступило із займаних позицій, командувач генерал Губерт Гоф був відсторонений від посади, а рештки армії відведені в тил. Протягом квітня-травня армією тимчасово керував генерал-лейтенант Вільям Пейтон, яка перебувала в стадії відновлення боєздатності. З початком великого наступу союзників армія вела бойові дії на другорядних напрямках Західного фронту.

### Командування
Командувачі
- генерал сер Губерт Гоф (30 жовтня 1916 — 28 березня 1918);
- генерал сер Генрі Сеймур Роулінсон (28 березня — 8 квітня 1918);
- генерал-лейтенант сер Вільям Пейтон (8 квітня — 23 травня 1918);
- генерал-лейтенант сер Вільям Бердвуд (23 травня — листопад 1918).